# Pallavolo Città di Castello 2013-2014
Questa voce raccoglie le informazioni riguardanti la Pallavolo Città di Castello nelle competizioni ufficiali della stagione 2013-2014.

## Stagione
La stagione 2013-14 è per la Pallavolo Città di Castello, sponsorizzata dall'Altotevere, la prima in Serie A1: la partecipazione al massimo campionato italiano infatti è stata ottenuta grazie alla vittoria della Serie A2 2012-13; inoltre alla società si è fuso l'Altotevere Volley, nel cui palazzetto la Pallavolo Città di Castello disputa le partite casalinghe. Oltre alla conferma dell'allenatore Andrea Radici, anche buona parte della rosa autrice della promozione è stata confermata: i pochi innesti sono stati quelli dei palleggiatori Antonio Corvetta e Manuele Marchiani, del centrale Andrea Rossi, dello schiacciatore Ludovico Dolfo e del libero Marco Lo Bianco, arrivato a stagione in corso; tra quelli lasciano la squadra Simone Rosalba e Marco Visentin, mentre tra i confermati Christian Fromm, Jacopo Massari, Gert van Walle e Matteo Piano.
Il campionato si apre con la vittoria sulla Pallavolo Piacenza per 3-1, a cui seguono però due sconfitte ad opera della Pallavolo Molfetta e del BluVolley Verona: dopo un breve periodo di alternanza di risultati la squadra viene battuta per quattro volte di seguito, per poi tornare al successo nell'ultima giornata del girone di andata, chiudendo al decimo posto in classifica, non qualificandosi per la Coppa Italia. Nel girone di ritorno, dopo lo stop contro il club piacentino, la Pallavolo Città di Castello, si impone in quattro partite di fila, prima di capitolare contro il Gruppo Sportivo Porto Robur Costa, la Trentino Volley e il Piemonte Volley: le tre vittorie nelle ultime tre giornate di regular season spingono la formazione fino al settimo posto in classifica, qualificandola per i play-off scudetto; viene tuttavia eliminata nei quarti di finale a seguito della doppia sconfitta inflitta dalla Pallavolo Piacenza. Accede quindi ai play-off Challenge Cup: supera nei quarti di finale la Pallavolo Molfetta, nonostante una vittoria a testa, ma per un maggior numero di punti conquistati da quelli assegnati nelle due sfide. Viene poi eliminata in semifinale a seguito del doppio 3-0 imposto dal club di Cuneo.

## Organigramma societario
Area direttiva
- Presidente: Arveno Joan
- Vicepresidente: Fabrizio Innocenti, Aldo Nocentini
- Amministratore delegato: Amedeo Cancellieri
- Direttore generale onorario: Maria Antonietta Biagioni
- Direttore generale: Andrea Sartoretti (fino al 24 ottobre 2013), Vittorio Sacripanti (dal 16 gennaio 2014)
- Segreteria generale: Valentina Blonda, Stefania Tosti
- Amministrazione: Orlando Masi, Giorgia Massi

Area organizzativa
- Direttore sportivo: Valdemaro Gustinelli
- Dirigente accompagnatore: Antonello Cardellini
- Addetto agli arbitri: Antonello Cardellini, Gianpaolo Innocenti

Area tecnica
- Allenatore: Andrea Radici
- Allenatore in seconda: Marco Bartolini
- Scout man: Roberto Ciamarra
- Aiuto scout man: Massimo Calogeri
- Responsabile settore giovanile: Graziano Caselli

Area comunicazione
- Ufficio stampa: Stefano Signorelli
- Speaker: Andrea Bartoccini, Marco Bogliari

Area marketing
- Ufficio marketing: Nicola Castellari
- Grafica e sviluppo: Giovanni Micchi, Mara Rosi
- Biglietteria: Maurizio Tizzi, Nadio Tosti

Area sanitaria
- Medico: Gianluca Neri, Michele Palleri
- Preparatore atletico: Fausto Franchi
- Fisioterapista: Alessio Botteghi, Filippo Mariotti

## Rosa
| N° | Nome                    | Ruolo | Data di nascita   | Nazionalità sportiva |
| -- | ----------------------- | ----- | ----------------- | -------------------- |
| 1  | Alessandro Franceschini | C     | 21 giugno 1983    | Italia               |
| 2  | Christian Fromm         | S     | 15 agosto 1990    | Germania             |
| 3  | Ludovico Carminati      | S     | 21 settembre 1992 | Italia               |
| 4  | David Lensi             | L     | 10 novembre 1995  | Italia               |
| 5  | Antonio Corvetta        | P     | 28 settembre 1977 | Italia               |
| 6  | Ludovico Dolfo          | S     | 30 giugno 1989    | Italia               |
| 7  | Marco Lo Bianco         | L     | 15 settembre 1990 | Italia               |
| 8  | Luca Sartoretti         | S     | 20 novembre 1995  | Italia               |
| 9  | Jacopo Massari          | S     | 2 giugno 1988     | Italia               |
| 10 | Federico Tosi           | L     | 18 settembre 1991 | Italia               |
| 11 | Matteo Piano            | C     | 24 ottobre 1990   | Italia               |
| 12 | Gert van Walle          | S/O   | 7 agosto 1987     | Belgio               |
| 13 | Andrea Rossi            | C     | 14 febbraio 1989  | Italia               |
| 15 | Manuele Marchiani       | P     | 5 aprile 1989     | Italia               |

## Mercato
| Acquisti | Acquisti          | Acquisti  | Acquisti   |
| R.       | Nome              | da        | Modalità   |
| -------- | ----------------- | --------- | ---------- |
| P        | Antonio Corvetta  | Piacenza  | definitivo |
| S        | Ludovico Dolfo    | New Mater | definitivo |
| L        | Marco Lo Bianco   | Argos     | definitivo |
| P        | Manuele Marchiani | Loreto    | definitivo |
| C        | Andrea Rossi      | Piemonte  | definitivo |

| Cessioni | Cessioni       | Cessioni           | Cessioni   |
| R.       | Nome           | a                  | Modalità   |
| -------- | -------------- | ------------------ | ---------- |
| C        | Roberto Braga  | Emma Villas Chiusi | definitivo |
| P        | Marco Grasso   | Massa              | definitivo |
| S        | Simone Rosalba | -                  | ritirato   |
| P        | Marco Visentin | Brolo              | definitivo |

## Risultati

### Serie A1

#### Girone di andata
| 1ª giornata - 20 ottobre 2013 PalaKemon, San Giustino      | Città di Castello | 3 - 1 | Piacenza           | 28-26, 18-25, 25-13, 25-23        |
| 2ª giornata - 27 ottobre 2013 PalaPoli, Molfetta           | Molfetta          | 3 - 0 | Città di Castello  | 25-17, 25-23, 25-20               |
| 3ª giornata - 2 novembre 2013 PalaKemon, San Giustino      | Città di Castello | 1 - 3 | BluVolley Verona   | 26-28, 21-25, 25-23, 22-25        |
| 4ª giornata - 10 novembre 2013 PalaKemon, San Giustino     | Città di Castello | 3 - 2 | Modena             | 23-25, 20-25, 26-24, 25-22, 15-8  |
| 5ª giornata - 13 novembre 2013 PalaFontescodella, Macerata | Lube              | 3 - 0 | Città di Castello  | 25-20, 25-23, 25-20               |
| 6ª giornata - 27 novembre 2013 PalaKemon, San Giustino     | Città di Castello | 3 - 2 | Porto Robur Costa  | 25-23, 25-23, 23-25, 18-25, 20-18 |
| 7ª giornata - 1º dicembre 2013 PalaTrento, Trento          | Trentino          | 3 - 2 | Città di Castello  | 25-20, 15-25, 25-17, 20-25, 15-11 |
| 8ª giornata - 8 dicembre 2013 PalaKemon, San Giustino      | Città di Castello | 0 - 3 | Piemonte           | 23-25, 18-25, 22-25               |
| 9ª giornata - 14 dicembre 2013 PalaValentia, Vibo Valentia | Callipo           | 3 - 0 | Città di Castello  | 25-23, 25-23, 25-23               |
| 10ª giornata - 22 dicembre 2013 PalaBianchini, Latina      | Top Volley Latina | 3 - 0 | Città di Castello  | 25-14, 25-19, 25-15               |
| 11ª giornata - 8 gennaio 2014 PalaKemon, San Giustino      | Città di Castello | 3 - 1 | Sir Safety Perugia | 25-21, 20-25, 25-21, 25-23        |

#### Girone di ritorno
| 12ª giornata - 12 gennaio 2014 PalaBanca, Piacenza      | Piacenza           | 3 - 1 | Città di Castello | 16-25, 25-15, 25-20, 25-12        |
| 13ª giornata - 18 gennaio 2014 PalaKemon, San Giustino  | Città di Castello  | 3 - 0 | Molfetta          | 25-22, 25-17, 25-16               |
| 14ª giornata - 26 gennaio 2014 PalaOlimpia, Verona      | BluVolley Verona   | 1 - 3 | Città di Castello | 23-25, 23-25, 25-20, 16-25        |
| 15ª giornata - 1º febbraio 2014 PalaPanini, Modena      | Modena             | 0 - 3 | Città di Castello | 20-25, 23-25, 22-25               |
| 16ª giornata - 9 febbraio 2014 PalaKemon, San Giustino  | Città di Castello  | 3 - 2 | Lube              | 22-25, 22-25, 25-19, 25-23, 15-12 |
| 17ª giornata - 16 febbraio 2014 PalaDeAndrè, Ravenna    | Porto Robur Costa  | 3 - 1 | Città di Castello | 25-22, 25-21, 18-25, 25-23        |
| 18ª giornata - 23 febbraio 2014 PalaKemon, San Giustino | Città di Castello  | 2 - 3 | Trentino          | 26-24, 15-25, 25-27, 25-20, 11-15 |
| 19ª giornata - 2 marzo 2014 PalaBreBanca, Cuneo         | Piemonte           | 3 - 0 | Città di Castello | 25-20, 25-17, 25-12               |
| 20ª giornata - 19 febbraio 2014 PalaKemon, San Giustino | Città di Castello  | 3 - 2 | Callipo           | 19-25, 20-25, 25-23, 25-21, 16-14 |
| 21ª giornata - 15 marzo 2014 PalaKemon, San Giustino    | Città di Castello  | 3 - 0 | Top Volley Latina | 25-14, 25-23, 25-23               |
| 22ª giornata - 23 marzo 2014 PalaEvangelisti, Perugia   | Sir Safety Perugia | 2 - 3 | Città di Castello | 22-25, 26-28, 25-17, 25-13, 14-16 |

#### Play-off scudetto
| Quarti di finale (gara 1) - 27 marzo 2014 PalaBanca, Piacenza     | Piacenza          | 3 - 1 | Città di Castello | 24-26, 25-16, 25-17, 25-21 |
| Quarti di finale (gara 2) - 30 marzo 2014 PalaKemon, San Giustino | Città di Castello | 0 - 3 | Piacenza          | 20-25, 22-25, 21-25        |

#### Play-off Challenge Cup
| Quarti di finale (andata) - 6 aprile 2014 PalaPoli, Molfetta        | Molfetta          | 3 - 2 | Città di Castello | 22-25, 25-21, 25-21, 23-25, 15-11 |
| Quarti di finale (ritorno) - 13 aprile 2014 PalaKemon, San Giustino | Città di Castello | 3 - 0 | Molfetta          | 25-22, 25-23, 25-20               |
| Semifinali (andata) - 24 aprile 2014 PalaKemon, PalaKemon           | Città di Castello | 0 - 3 | Piemonte          | 21-25, 15-25, 14-25               |
| Semifinali (ritorno) - 27 aprile 2014 PalaBreBanca                  | Piemonte          | 3 - 0 | Città di Castello | 25-17, 25-18, 25-21               |

## Statistiche

### Statistiche di squadra
| Competizione | Punti | In casa | In casa | In casa | In trasferta | In trasferta | In trasferta | Totale | Totale | Totale |
| Competizione | Punti | G       | V       | P       | G            | V            | P            | G      | V      | P      |
| ------------ | ----- | ------- | ------- | ------- | ------------ | ------------ | ------------ | ------ | ------ | ------ |
| Serie A1     | 30    | 14      | 9       | 5       | 14           | 3            | 11           | 28     | 12     | 16     |
| Totale       | -     | 14      | 9       | 5       | 14           | 3            | 11           | 28     | 12     | 16     |

G = partite giocate; V = partite vinte; P = partite perse

### Statistiche dei giocatori
| Giocatore       | Serie A1 | Serie A1 | Serie A1 | Serie A1 | Serie A1 | Totale | Totale | Totale | Totale | Totale |
| Giocatore       | P        | PT       | AV       | MV       | BV       | P      | PT     | AV     | MV     | BV     |
| --------------- | -------- | -------- | -------- | -------- | -------- | ------ | ------ | ------ | ------ | ------ |
| L. Carminati    | 25       | 18       | 13       | 3        | 2        | 25     | 18     | 13     | 3      | 2      |
| A. Corvetta     | 28       | 32       | 14       | 16       | 2        | 28     | 32     | 14     | 16     | 2      |
| L. Dolfo        | 25       | 109      | 93       | 9        | 7        | 25     | 109    | 93     | 9      | 7      |
| A. Franceschini | 23       | 11       | 8        | 2        | 1        | 23     | 11     | 8      | 2      | 1      |
| C. Fromm        | 27       | 417      | 354      | 35       | 28       | 27     | 417    | 354    | 35     | 28     |
| D. Lensi        | 7        | 1        | 1        | 0        | 0        | 7      | 1      | 1      | 0      | 0      |
| M. Lo Bianco    | 2        | -        | -        | -        | -        | 2      | -      | -      | -      | -      |
| M. Marchiani    | 23       | 4        | 1        | 2        | 1        | 23     | 4      | 1      | 2      | 1      |
| J. Massari      | 28       | 193      | 158      | 24       | 11       | 28     | 193    | 158    | 24     | 11     |
| M. Piano        | 28       | 243      | 128      | 98       | 17       | 28     | 243    | 128    | 98     | 17     |
| A. Rossi        | 27       | 167      | 116      | 44       | 7        | 27     | 167    | 116    | 44     | 7      |
| L. Sartoretti   | 8        | 6        | 6        | 0        | 0        | 8      | 6      | 6      | 0      | 0      |
| F. Tosi         | 28       | 1        | -        | -        | 1        | 28     | 1      | -      | -      | 1      |
| G. van Walle    | 27       | 450      | 372      | 57       | 21       | 27     | 450    | 372    | 57     | 21     |

P = presenze; PT = punti totali; AV = attacchi vincenti; MV = muri vincenti; BV = battute vincenti